# Râul Guniaga
Râul Guniaga este un curs de apă, al doilea afluent de stânga (din nouă) al râului Almaș, care este, la rândul său, al patrusprezecelea afluent de stânga din treizeci ai râului Someș.

## Generalități
Râul Guniaga izvorăște din Munții Meseș, se găsește integral în Județul Sălaj, nu are afluenți semnificativi și nu trece prin nicio localitate.

## Hărți
- Harta interactivă - județul Sălaj  Arhivat în 5 septembrie 2009, la Wayback Machine.